# Бельдюга
Бельдюга (Zoarces) — рід риб родини Zoarcidae. Всі представники роду характеризуються живонародженням.

## Види
- Zoarces americanus (Bloch and Schneider, 1801).
- Zoarces andriashevi Parin, Grigoryev & Karmovskaya, 2005.
- Zoarces elongatus Kner, 1868 — Бельдюга довгаста[3].
- Zoarces fedorovi Chereshnev, Nazarkin & Chegodayeva, 2007.[4]
- Zoarces gillii Jordan and Starks, 1905.
- Zoarces viviparus (Linnaeus, 1758) — Бельдюга європейська[3].